# Alban Dragusha
Alban Dragusha (* 11. Dezember 1981 in Priština) ist ein ehemaliger kosovarischer und albanischer Fußballspieler und derzeitiger Fußballtrainer.

## Karriere

### Spieler
Er begann seine Karriere 1998 beim KF KEK. 2003 ging er zum KF Pristina und 2004 zu Worskla Poltawa. 2005 wechselte er ins Ausland zum FK Baku und wurde mit dem Klub 2006 aserbaidschanischer Meister. Im Sommer ging er zum KS Besa Kavaja und wurde albanischer Pokalsieger 2006/07. Aber beim Qualifikationsspiel zum UEFA-Pokal 2007/08 gegen den FK Bežanija war sein Dopingtest positiv auf Nandrolon, so dass er für zwei Jahre gesperrt wurde. Nach seiner Sperre gewann er mit Kavaja 2010 zum zweiten Mal den albanischen Pokal. Danach spielte er bei KF Skenderbeu Korca und Kalmar FF, bevor er wieder nach Kavaja ging. Dort endete sein Vertrag nach der Saison 2011/12.
Nach einem Jahr Pause kehrte er wieder in den Kosovo zurück und spielte dort noch für Vushtrri, Hajvalia, Drita und Vëllaznimi, bis er bei letzterem nach der Saison 2017/18 seine Karriere beendete.

### Trainer
Im Juni 2019 war er kurzzeitig Trainer bei seinem ehemaligen Verein KF KEK. Seit der Saison 2019/20 ist er unter Ardijan Nuhiji Co-Trainer beim KF Drita.